# آب‌چین (صحافی)
آب‌چین که با نام قطیفه، مداد پاک کن، و کاغذ آب خشک کن هم شناخته می‌شود در صحافی و تولید نسخه های خطی کاربرد داشته و به معنای نوعی کاغذ خاص است که برای خشک کردن مرکب و نوشته ها به کار می رفته است. واژه آب چین از قرن دهم به بعد در میان صحافان رایج شده است .